# Amerosporium concinnum
Amerosporium concinnum är en svampart som beskrevs av Petr. 1953. Amerosporium concinnum ingår i släktet Amerosporium och familjen Sclerotiniaceae.   Inga underarter finns listade i Catalogue of Life.